# Salário Mínimo (telenovela)
Salário Mínimo é uma telenovela brasileira produzida e exibida pela Rede Tupi, entre 11 de setembro de 1978 e 10 de março de 1979, em 162 capítulos, na faixa das 19 horas, sucedendo João Brasileiro, o Bom Baiano e antecedendo Dinheiro Vivo. Escrita por Chico de Assis, teve direção de Atílio Riccó.
Contou com as atuações de Nicette Bruno, Edney Giovenazzi, José Parisi, Elias Gleizer, Etty Fraser, Oswaldo Campozana, Hélio Souto e Lílian Lemmertz nos papeis principais.
Dos 162 capítulos originalmente exibidos, apenas 9 foram preservados, estando sob a guarda da Cinemateca Brasileira.

## Sinopse
Na Vila Giselda, em São Paulo, mora a família Sanches: o casal Hércules e Zilda, Dom Pepe, pai de Hércules, e os filhos Fabrício, Marisa, Sanchinha e Pedrinho. Hércules trabalha como gerente no restaurante Papafina, e Zilda comanda a cozinha, enquanto Fabrício é garçom. Seu Marcolino, o dono do restaurante, não suporta a mulher Letícia e o cunhado Filadelfo, que há vinte anos vive nas suas costas.
O industrial Dr. Lincoln, casado com a arrogante Viviane, é o rico proprietário de vários imóveis alugados na Vila Giselda e tem grandes pretensões políticas – ao contrário de Hércules, que preside uma sociedade de amigos do bairro e não tem grandes ambições. As atitudes arbitrárias de Lincoln terminam afetando diretamente a vida dos moradores da comunidade. É aí que entra em ação Dona Zilda, que resolve lutar pelos direitos dos mais humildes.

## Elenco
| Ator/Atriz               | Personagem       |
| ------------------------ | ---------------- |
| Nicette Bruno            | Zilda            |
| Edney Giovenazzi         | Hércules Sanches |
| Hélio Souto              | Dr. Lincoln      |
| Lílian Lemmertz          | Viviane          |
| Maria Isabel de Lizandra | Verinha / Alina  |
| Ênio Gonçalves           | Inácio           |
| Elias Gleizer            | Marcolino        |
| Etty Fraser              | Letícia          |
| Oswaldo Campozzana       | Filadelfo        |
| Laerte Morrone           | Genaro           |
| Paulo Hesse              | Bruno            |
| José Parisi              | Dom Pepe         |
| Cristina Santos          | Vilma            |
| Leonor Lambertini        | Dona Isaura      |
| Wilson Fragoso           | Oswaldo          |
| Edson Celulari           | Orlando          |
| Cláudia Alencar          | Aidèe            |
| Flávio Galvão            | Rui              |
| Ewerton de Castro        | Eduardo          |
| Silvia Leblon            | Marisa           |
| João Signorelli          | Fabrício         |
| Rosaly Papadopol         | Janete da Loteca |
| Walderez de Barros       | Augusto          |
| Bárbara Bruno            | Amélia           |
| Dante Ruy                | Isidoro          |
| Abrahão Farc             | Osório           |
| Zécarlos de Andrade      | Zé Roberto       |
| Tereza Teller            | Teca             |
| Guilherme Corrêa         | Gurgel           |
| Lourdes de Moraes        | Selma            |
| Alberto Baruque          | Raul             |
| João Acaiabe             | Padre Lírio      |
| Norma Geraldy            | Maria            |
| Luiz Antônio Piva        | Dr. Tomazelli    |
| Narjara Turetta          | Sanchinha        |
| Douglas Mazzola          | Fabinho          |
| Fernando Dragaud         | Leo              |
| Junior Prata             | Zé               |
| Márcio Costa             | Pepinho          |
| Arnaldo Weiss            | Procópio         |

## Trilha sonora
O long play da trilha sonora da novela foi lançado em 1978 pela GTA - Gravações Tupi Associadas S/A. A seleção de repertório e supervisão geral foi de Ana Maria Mazzocchi, e a direção, de Humberto Gargiulo e Jurandir Ferreira Neto.
| N.º | Título | Música                             | Tema            | Duração |  |
| 1.  | "Então Vale a Pena" | Simone                             |                 | 4:07    |  |
| 2.  | "Sampa" | Caetano Veloso                     | Abertura        | 3:17    |  |
| 3.  | "Inconveniência" | Lula Carvalho                      |                 | 2:23    |  |
| 4.  | "Iceberg" | Marília Medalha                    |                 | 3:48    |  |
| 5.  | "Vida Noturna" | Zizi Possi                         |                 | 2:58    |  |
| 6.  | "Calçadas" | Wilson Miranda                     |                 | 3:07    |  |
| 7.  | "Tico Tico no Fubá" | Waldir Azevedo                     |                 | 1:48    |  |
| 8.  | "Tenho (Tengo)" | Sidney Magal                       |                 | 2:32    |  |
| 9.  | "Baião Collection (Asa Branca / Canário do Reino / Ovo de Codorna / O Chêro da Carolina / Eu só Quero um Xodó / Marinheiro Só / Qui Nem Jiló)" | Fernando Mendes part. Luiz Gonzaga |                 | 4:23    |  |
| 10. | "Pode Chegar" | Peninha                            | Orlando e Vilma | 3:58    |  |
| 11. | "Um Sonho" | Marcelo Costa Santos               |                 | 4:32    |  |
| 12. | "De Vez em Quando" | Elizabeth                          |                 | 3:22    |  |
| 13. | "Amor de Estrada" | Tom Zé                             |                 | 3:14    |  |
| 14. | "Ai Que Filosofia" | Neuber                             |                 | 2:54    |  |